# Lynn Canal
Het Lynn Canal is een inham in de Alaska Panhandle in het zuidoosten van Alaska in de Verenigde Staten. 

## Geografie
Het Lynn Canal loopt ongeveer 140 kilometer van de inhammen van de Chilkat River in het noorden tot aan de Stephens Passage (via de Favorite Channel en Saginaw Channel rond het Shelter Island) en de kruising Icy Strait met Chatham Strait in het zuiden. Met een diepte van meer dan 610 meter is het Lynn Canal het diepste fjord in Noord-Amerika (buiten Groenland) en een van de diepste en langste ter wereld.
Aan het noordelijk uiteinde van de inham splitst deze zich in twee noordwaarts gaande takken: de Chilkat Inlet is de westelijke tak en de Chilkoot Inlet de oostelijke tak. Deze twee takken worden van elkaar gescheiden door het Chilkat Peninsula en verder naar het noorden door de Takshanuk Mountains. De Chilkoot Inlet heeft verder noordelijker de Taiya Inlet als inham die richting de plaats Skagway gaat.

## Geschiedenis
De Tlingit zijn de inheemse bevolking van de oevers en waterwegen van het Lynn Canal.
De inham werd in 1794 door Joseph Whidbey verkend voor de Royal Navy en door George Vancouver vernoemd naar zijn geboorteplaats King's Lynn in het Engelse graafschap Norfolk.
Het Lynn Canal werd vanaf ten minste 1800 regelmatig bezocht door maritieme pelsjagers. De Atahualpa bezocht het in 1801 en het logboek vermeldt een eerder handelsbezoek door een niet-geïdentificeerd schip.
In april 1811 vocht de Amerikaanse maritiem pelsjager Samuel Hill, kapitein van de Otter, tegen de Chilkat Tlingit in de Chilkat Inlet van het Lynn Canal. Twee van Hills bemanningsleden kwamen om, waaronder zijn tweede stuurman en journaalhouder Richard Kemp, zijn bootsman. Nog eens zes raakten gewond. Volgens kapitein Hill sneuvelden er 40 Tlingit, waaronder 13 opperhoofden. Hill gaf zowel zijn eerste stuurman als de Tlingit de schuld, maar hij was berucht om zijn gewelddadigheid en viel vaak ongeprovoceerd inheemse mensen aan.
Na de slag van 1811 kwamen er enkele jaren minder handelsschepen langs. In 1821 was het weer een vaste handelsplaats, met bezoeken van schepen zoals de Mentor in 1821.

## Biogeografie
De inham ligt in de mariene ecoregio Noord-Amerikaans Pacifisch Fjordland met zeeleven dat houdt van gematigde temperaturen.